# داريل تومسون (لاعب كرة قاعدة)
داريل تومسون (بالإنجليزية: Daryl Thompson)‏ هو لاعب كرة قاعدة أمريكي، ولد في 2 نوفمبر 1985 في لا بلاتا في الولايات المتحدة.

## وصلات خارجية
- داريل تومسون على موقع دوري كرة القاعدة الرئيسي (الإنجليزية)
- داريل تومسون على موقعبيزبول رفرنس.كوم (الدوري الرئيسي) (الإنجليزية)
- داريل تومسون على موقعبيزبول رفرنس.كوم (الدوري الثانوي) (الإنجليزية)
- داريل تومسون على موقع إي إس بي إن.كوم (أم.أل.بي) (الإنجليزية)
- داريل تومسون على موقع مشجعي الرسوم البيانية (الإنجليزية)